# Бірюков Борис Миколайович
Борис Миколайович Бірюков (19 грудня 1927, с.Араміль, Свердловська область) — науковець в галузі технології машинобудування, заслужений працівник вищої школи України, доктор технічних наук, професор Одеського національного політехнічного університету. Автор 11 монографій і більше 100 винаходів.
Народився 19 грудня 1927 в с.Араміль, Свердловської області в сім'ї селян.
В 1928 році сім'я переїжджає на постійне місце проживання в м. Свердловськ (нині Єкатеринбург).

## Освіта
В 1943 році закінчує семилітню школу. В 1943—1947 роках навчається в Свердловському електро-енергетичному технікумі.
1953—1956 рр. студент Уральського політехнічного інституту ім. С. М. Свердлова (УПІ).

## Кар'єра
З 1943 по 1945 електрослюсар в майстерні з ремонту електродвигунів, суміщує з навчанням в технікумі.
1947 р. технік-конструктор Укральського турбомоторного заводу.
1948 — 1950 рр. інженер, старший інженер Уральського турбомоторного заводу.
1953 р. енергетик Уральського турбомоторного заводу.
1954—1956 рр. викладач фізики і математики в середній школі робочої молоді (за суміцництвом).
1956 р. закінчив УПІ за спеціальністю «Електричні станції, мережі та системи».
1956—1957 рр. Інженер-конструктор науково-дослідного і проектного інституту «УНИПРОМЕДЬ».
1957—1959 рр. Старший інженер-технолог заводу п/я 39.
1959—1961 рр. Провідний конструктор заводу п/я 340.
1961—1969 рр. Заступник начальника конструкторського заводу п/я 333.
1962—1966 рр. Аспірант кафедри «Гірнича механіка» Уральського гірничого інституту ім. В. В. Вахрушева (заочно).
1962 Викладач кафедри «Гірнича механіка» Свердловського гірничого інституту ім. В. В. Вахрушева (за сумісництвом).
1967 р. Захистив дисертацію на здобуття вченої степіні кандидата технічних наук — «Конструкція і дослідження роторно-поршневої гідравлічної машини з гіпотрохоїдним профілем робочої порожнини».
1967 р. Присвоєна вчена ступінь кандидата технічних наук.
1969—1974 рр. Доцент кафедри «Машиноведение и детали машин» Уральського політихнічного інституту ім. С. М. Кірова.
1973 р. Старший науковий співробітник Уральського політехнічного інституту.
1974 р. Захистив диссертацію на здобуття вченого звання доктора технічних наук — «Дослідження основи розрахунку і конструювання роторних гідравлічних машин з планетарним рухом і циклоїдальним профілюванням робочих органів, створення нових гідравлічних машин».
1974 р. Присвоєна вчена ступінь доктора технічних наук.
1974—1975 рр. Професор кафедри «Машиноведение и детали машин» Уральського політихнічного інституту ім. С. М. Кірова.
1975—1978 рр. завідувач кафедри «Технологія машинобудування» Уральського політихнічного інституту ім. С. М. Кірова.
1978—1985 рр. Завідувач кафедри «Металорізальні верстати» Одеського похітехнічного інституту.
1980—1981 рр. Наукове відрядження в Дрезденську вищу школу в НДР.
1985—1987 рр. Професор факультету підвищення кваліфікації інженерів електронної промисловості підприємств СРСР Одеського політехнічного інституту.
1986—1989 рр. Головний науковий співробітник галузевої науково-дослідної лабораторії гідравлічного приводу при Одеському заводі «Стройгидравлика» (за сумісництвом).
1987—1997 рр. Завідувач кафедри «Технологія конструкційних матеріалів і матеріалознавства» Одеського політехнічного інституту.
1988—1989 рр. Читання лекцій в механічному інституті г. С'єн Фуегос, республіка Куба.
1997 по теперішній час професор кафедри «Технологія конструкційних матеріалів і металознавства»

## Відзнаки
- 1970 р. Затверджений в вченому званні доцент.
- 1980 р. присвоєно вчене звання професора.
- 1987—1990 рр. Нагороджений двома срібними медалями ВДНХ СРСР і бронзовою медаллю ВДНХ України.
- 1988 р. Присвоєно почесне звання «Заслужений працівник вищої школи України».
- 1992 — вибраний дійсним членом Академії інженерних наук України.
- 2001 — нагороджений грамотою Державного департаменту інтелектуальної власності Міністерства освіти і науки «За значний внесок у винахідницьку та раціоналізаторську роботу в Україні»